# Karasabai Airport
Karasabai Airport är en flygplats i Guyana.   Den ligger i regionen Upper Takatu-Upper Esseqiubo, i den centrala delen av landet, väster om Karasabai. Karasabai Airport ligger 99 meter över havet.
Terrängen runt Karasabai Airport är huvudsakligen kuperad, men den allra närmaste omgivningen är platt. Omgivningarna runt Karasabai Airport är huvudsakligen savann.